# 한솔케미칼
한솔케미칼은 1980년 설립이래 전주공장과 울산공장을 양축으로 하여 제지 및 섬유, 반도체 등에 사용되고 있는 과산화수소를 시작으로, 라텍스, 정착제를 포함한 제지용 약품, 환경 약품, BPO(Benzoyl Peroxide), UF(Urea Formaldehyde) 수지 등의 기능성 약품, 전자정보소재등을 만드는 기업이다.

## 역사
- 1980년 한국퍼록사이드(주)를 설립하고
- 1985년 영우화학(주)로 상호를 바꾸었으며
- 1986년 과산화벤조일 공장, 차아황산소다 공장 등을 준공하였다.
- 1989년 한국증권거래소에 주식상장하고
- 1994년 한솔 그룹의 계열사로 편입되었다
- 1995년 요소수지 공장을 준공했다.
- 2000년 한솔케미언스(주)로 상호를 변경하고
- 2004년 현재의 상호로 변경했다.
- 2004년 이놉틱스를 인수하고 디지털카메라용 필터를 생산했다.
- 2015년 서울시 강남구 테헤란로 513, K Tower로 이전했다.
- 2023년 박막소재 DPT-45 공장 및 이차전지소재 복합동을 준공했다.